# Staatliche Hochschule für Musik und Darstellende Kunst Mannheim
La Staatliche Hochschule für Musik und Darstellende Kunst Mannheim è una Hochschule, un'università per la musica e le arti dello spettacolo situata a Mannheim, Germania, nello stato di Baden-Württemberg

## Storia
La Hochschule risale all'Academie de Danse del 1762 ed alla Tonschule privata (Scuola dei suoni), fondata nel 1776 alla corte di Carlo Teodoro, Elettore di Baviera. Esse furono successivamente rinominate rispettivamente Mannheimer Konservatorium e Städtische Hochschule für Musik und Theater. Nel 1971 l'Heidelberger Konservatorium, fondato nel 1894, fu ricompreso in una Hochschule combinata con status universitario, gestita dallo stato Baden-Württemberg.

### Studi universitari
- Educazione artistica
- Pedagogia musicale
- Scuola di musica
- Ricerca musicale, media
- Jazz / musica pop
- Danza
- Pedagogia della danza per bambini

### Studi post laurea
- Solista
- Solista e orchestra
- Pedagogia della danza per ballerini professionisti
- Sviluppo artistico (danza/palcoscenico)

## Biblioteca
La biblioteca contiene circa 17.500 libri, 45.200 brani musicali e 11.000 registrazioni.